# Bibliothèque orientale elzévirienne
Bibliothèque orientale elzévirienne war eine in Paris erschienene französischsprachige orientbezogene Buchreihe, wobei der Begriff „orientale“ weit gefasst ist. Die Reihe erschien im Verlag Ernest Leroux (Éditions Leroux).

## Beschreibung
Der erste Band erschien 1873, neunzigste und letzte Band der Reihe erschien 1916. Werke namhafter, überwiegend französischer Fachvertreter (Philologen, Orientalisten, Kolonialbeamte, Diplomaten usw.) sind in ihr erschienen. Die Reihe ist an ein breiteres Lesepublikum gerichtet, in ihrem wissenschaftlichen Niveau ist sie zum Teil etwas uneben.
Die folgende Übersicht gibt Band, Verfasser, Titel, Übersetzer bzw. Herausgeber und Erscheinungsjahr an, dazu weiterführende Weblinks (Digitalisate usw.).

## Ausgaben
| Band  | Verfasser                                    | Titel | Erscheinungsjahr | Herausgeber (H) bzw. Übersetzer (Ü)        | Weblinks     |  |
| ----- | -------------------------------------------- | --- | ---------------- | ------------------------------------------ | ------------ |  |
| o1    | Mary Summer                                  | Les Religieuses bouddhistes. Depuis Sâkya-Mouni jusqu'à nos jours                                                                                      | 1873             | -                                          | (web)        |  |
| o2    | Mary Summer                                  | Histoire du Bouddha Sâkya-Mouni. Depuis sa naissance jusqu'à sa mort                                                                                   | 1874             | Philippe Édouard Foucaux (H)               | (web)        |  |
| o3    | Bhartrihari                                  | Les Stances érotiques, morales et religieuses | 1875             | Paul Regnaud (Ü)                           |              |  |
| o4    | Charles Clermont-Ganneau                     | La Palestine inconnue | 1876             | -                                          | (web)        |  |
| o5    | Nạsr al-D̄in K̲ho̲dja                           | Les Plaisanteries | 1876             | Jean-Adolphe Decourdemanche                | (web)        |  |
| o6–o9 | Cûdraka                                      | Le Chariot de terre cuite (Mricchakatika). Drame sanscrit                                                                                              | 1876/77          | Paul Regnaud (Ü)                           |              |  |
| 10    | Étienne Kakasch de Zalonkemeny               | Iter persicum, ou Description du voyage en Perse entrepris en 1602                                                                                     | 1877             | Charles Schefer (Ü)                        | (web), (web) |  |
| 11    | Sándor Petőfi                                | Le Chevalier Jean, conte magyar, suivies de quelques pièces lyriques du même auteur                                                                    | 1877             | Auguste Dozen (Ü)                          |              |  |
| 12    | -                                            | La Poésie en Perse. Leçon d'ouverture faite au Collège de France, le 4 décembre 1876                                                                   | 1877             | Charles Barbier de Meynard (Ü)             |              |  |
| 13    | Guillaume de Rubrouck                        | Récit de son voyage | 1877             | Louis de Backer (Ü)                        |              |  |
| 14    | Kālidāsa                                     | Malavika et Agnimitra. Drame sanscrit | 1877             | Philippe Édouard Foucaux (Ü)               |              |  |
| 15    | Nicolas Perron                               | L'Islamisme. Son institution, son influence et son avenir                                                                                              | 1877             | Alfred Clerc (H)                           | (web)        |  |
| 16    | Claude Philibert Dabry de de Thiersant       | La Piété filiale en Chine | 1877             | -                                          |              |  |
| 17    | Mary Summer                                  | Contes et Légendes de l'Inde ancienne | 1878             | Philippe Édouard Foucaux (Ü)               |              |  |
| 18    | Spyridōn N. Basileiadēs                      | Galatée. Drame grec en cinq actes, en prose | 1878             | Paul Henri d’Estournelles de Constant (Ü)  |              |  |
| 19    | -                                            | Théâtre persan. Choix de teazies ou drames | 1878             | Alexander Chodźko (Ü)                      | (web)        |  |
| 20    | -                                            | Mille et Un Proverbes turcs, recueillis | 1878             | Jean-Adolphe Decourdemanche (Ü)            |              |  |
| 21    | -                                            | Le Dhammapada | 1878             | Fernand Hû (Ü)                             |              |  |
| 22    | Abdallh Ibn-Abdalqdir                        | Légendes et Traditions historiques de l'archipel indien (Sedjarat malayou)                                                                             | 1878             | L. Marcel Devic (H), Édouard Dulaurier (Ü) |              |  |
| 23    | Fernand Scherzer                             | La Puissance paternelle en Chine. Étude de droit chinois                                                                                               | 1878             | -                                          |              |  |
| 24    | Mary Summer                                  | Les Héroïnes de Kâlidâsa et les Héroïnes de Shakespeare                                                                                                | 1879             | -                                          | (web)        |  |
| 25    | Enderûnlu Fâzıl                              | Le Livre des femmes = Zenan-nameh | 1879             | Jean-Adolphe Decourdemanche (Ü)            |              |  |
| 26    | Kalidasa                                     | Vikramorvaci. Ourvaci donnée pour prix de l'héroïsme, drame en 5 actes par Kalidasa                                                                    | 1879             | Philippe-Édouard Foucaux (Ü)               |              |  |
| 27    | Harṣa                                        | Nâgânanda. La Joie des serpents, drame bouddhique | 1879             | Abel Bergaigne (Ü)                         |              |  |
| 28    | Joachim Menant                               | La Bibliothèque du Palais de Ninive | 1880             | -                                          |              |  |
| 29    | Robert Needham Cust                          | Les Religions et les Langues de l'Inde | 1880             | -                                          |              |  |
| 30    | René Basset                                  | La Poésie arabe anté-islamique. Leçon d'ouverture faite à l'Ecole supérieure des lettres d'Alger le 12 mai 1880                                        | 1880             | -                                          | (web)        |  |
| 31    | -                                            | Kitabi Kulsum Naneh, ou Le livre des dames de la Perse, contenant les règles de leurs moeurs, usages et superstitions d'intérieur                      | 1881             | Jules Thonnelier (Ü)                       | (web)        |  |
| 32    | Ki-souen Chen                                | L'Encre de Chine. Son Histoire et sa Fabrication | 1882             | Maurice Jametel (Ü)                        |              |  |
| 33    | -                                            | Le Livre des morts des anciens Égyptiens | 1882             | Paul Pierret (Ü)                           |              |  |
| 34    | Stanley Lane-Poole                           | Le Korân. Sa poésie et ses lois | 1882             | -                                          | (web)        |  |
| 35    | -                                            | Fables turques | 1882             | Jean-Adolphe Decourdemanche (Ü)            |              |  |
| 36    | Léon de Rosny                                | La Civilisation japonaise | 1883             | -                                          |              |  |
| 37    | Stanislas Guyard                             | La Civilisation musulmane. Leçon d'ouverture faite au Collège de France le 19 mars 1884                                                                | 1884             |                                            |              |  |
| 38    | Muhammad al-Gassani                          | Voyage en Espagne d'un ambassadeur marocain, 1690–1691                                                                                                 | 1884             | Henry Sauvaire (Ü)                         |              |  |
| 39    | Robert Needham Cust                          | Les Langues de l'Afrique | 1885             | L. de Milloué (Ü)                          |              |  |
| 40    | Charles Clermont-Ganneau                     | Les Fraudes archéologiques en Palestine. Suivies de quelques monuments phéniciens apocryphes                                                           | 1885             |                                            |              |  |
| 41    | Joachim Menant                               | Les Langues perdues de la Perse et de l'Assyrie, Bd. 1                                                                                                 | 1885             |                                            |              |  |
| 42    | Bhavabhuti                                   | Madhava et Malati. Drame en dix actes et un prologue                                                                                                   | 1885             | Georges Strehly (Ü)                        |              |  |
| 43    | James Darmesteter                            | Le Mahdi. Depuis les origines de l'Islam jusqu'à nos jours                                                                                             | 1885             |                                            |              |  |
| 44    | James Darmesteter                            | Coup d'oeil sur l'histoire de la Perse. Leçon d'ouverture du cours de langues et littératures de la Perse faites au Collège de France le 16 avril 1885 | 1885             |                                            |              |  |
| 45    | -                                            | Trois Nouvelles chinoises tiré du „Kin Kon ki Konan“                                                                                                   | 1885             | Léon d’Hervey de Saint-Denys (Ü)           |              |  |
| 46    | Camille Imbault-Huart                        | La Poésie chinoise du XIV-e au XIX-e siècle | 1886             |                                            |              |  |
| 47    | Hartwig Derenbourg                           | La Science des religions et l'Islamisme. Deux conférences                                                                                              | 1886             |                                            |              |  |
| 48    | ʻUnṣur al-Maʻālī Kaykāvūs b Iskandar b Ziyār | Le Cabous-Namè, ou Livre de Cabous | 1886             | Amédée Querry (Ü)                          |              |  |
| 49    | Léon de Rosny                                | Les Peuples orientaux connus des anciens Chinois | 1886             |                                            |              |  |
| 50    | Joachim Menant                               | Les Langues perdues de la Perse et de l'Assyrie, Bd. 2                                                                                                 | 1886             |                                            |              |  |
| 51    | Gabriel Devéria                              | Un mariage impérial chinois. Cérémonial | 1887             |                                            |              |  |
| 52    | Alfred Le Chatelier                          | Les Confréries musulmanes du Hedja | 1887             |                                            |              |  |
| 53    | James Darmesteter                            | Les Origines de la poésie persane | 1887             |                                            |              |  |
| 54    | -                                            | Artā Vīrāf-Nāmak, ou Livre d'Ardā Vīrāf | 1887             | Adrien Barthélémy (Ü)                      |              |  |
| 55    | Ākhund-zada Fath ʻAlī                        | Deux comédies turques | 1888             | Alphonse Cillière (Ü)                      |              |  |
| 56    | Robert Needham Cust                          | Les Races et les Langues de l'Océanie | 1888             | Alphonse Louis Pinart (Ü)                  |              |  |
| 57    | Firdawsī                                     | Les Femmes dans l'épopée iranienne | 1888             | Adolphe d’Avril (Ü)                        |              |  |
| 58    | Harsa                                        | Priyadarsika. Pièce attribuée au roi Sriharchadéva, en quatre actes                                                                                    | 1888             | Georges Strehly (Ü)                        | (web)        |  |
| 59    | Alfred Le Chatelier                          | L'Islam au XIXe siècle | 1888             |                                            |              |  |
| 60    | Tchou-Hi                                     | Kia-li. Livre des rites domestiques chinois | 1889             | Charles De Harlez (Ü)                      |              |  |
| 61    | Subhadra Bhikṣu                              | Catéchisme bouddhique, ou Introduction a la doctrine du Bouddha Gotama                                                                                 | 1889             | Léon de Rosny (Ü)                          |              |  |
| 62    | Gaston Audibert                              | La Femme persane. Jugée et critiquée par un Persan | 1889             |                                            | (web)        |  |
| 63    | André Lequeux                                | Le Théâtre japonais | 1889             |                                            | (web)        |  |
| 64    | Clément Huart                                | La Religion de Bab. Réformateur persan au XIXe siècle                                                                                                  | 1889             |                                            |              |  |
| 65    | Charles Clermont-Ganneau                     | Les Antiquités sémitiques | 1890             | -                                          |              |  |
| 66    | 'Ākif Muḣammad                               | Un diplomate ottoman en 1836 (affaire Churchill) | 1892             | Arthur Alric (Ü)                           |              |  |
| 67    | Salomon Reinach                              | L'Origine des Aryens. Histoire d'une controverse | 1892             |                                            |              |  |
| 68    | Léon de Rosny                                | Le Bouddhisme éclectique. Exposé de quelques-uns des principes de l'école                                                                              | 1894             |                                            |              |  |
| 69    | Muḥammad Ibn-Saʻīd Būṣīrī                    | La Bordah. Poème en l'honneur de Moḥammed | 1894             | René Basset (Ü)                            |              |  |
| 70    | Theodore Spandugine                          | Petit Traicté de l'origine des Turcqz | 1896             | Charles Schefer (Ü)                        |              |  |
| 71    | -                                            | Code civil et pénal du Judaïsme | 1896             | Jean de Pavly (Ü)                          |              |  |
| 72    | -                                            | Les Ruses des femmes (Mikri-Zenan) et Extraits du plaisir après la peine (Feredj bad chiddeh)                                                          | 1896             | Jean-Adolphe Decourdemanche (Ü)            |              |  |
| 73    | Ḥāfiẓ                                        | Quelques Odes | 1898             | Louis Alphonse Nicolas (Ü)                 |              |  |
| 74    | -                                            | Le Miroir de l'avenir | 1899             | Jean-Adolphe Decourdemanche (Ü)            |              |  |
| 75    | Léon Gauthier                                | La Philosophie musulmane (Digitalisat) | 1900             |                                            |              |  |
| 76    | Kâlidâsa                                     | Meghadûta. Le Nuage messager, poème hindou | 1902             | Armand Guérinot (Ü)                        |              |  |
| 77    | Baba Féghani                                 | Les Perles de la couronne. Choix de poésies | 1903             | T. Husain Azad (H)                         | (web)        |  |
| 78    | Jayadeva                                     | Le Gita-Govinda. Pastorale | 1904             | Gaston Courtillier (Ü)                     |              |  |
| 79    | Bahā’-Allāh                                  | Le Livre de la certitude. Un des livres sacrés du behaïsme = (Kitab-el-Ikan)                                                                           | 1904             | Hippolyte Dreyfus (Ü)                      |              |  |
| 80    | ʻAlī Muḥammad Bāb                            | Le Beyan arabe. Le Livre sacré du Babysme | 1905             | Louis Alphonse Daniel Nicolas (Ü)          | (web)        |  |
| 81    | Ākhund-zada Fath ʻAlī                        | Monsieur Jourdain, le botaniste parisien dans le Karabâgh et le derviche Mèst 'Alî Châh, célèbre magicien. Comédie en quatre actes                     | 1906             | Lucien Bouvat (Ü)                          |              |  |
| 82    | Bahá’u’lláh                                  | Les Préceptes du Béhaïsme. Les Ornements, les Paroles du paradis, les Splendeurs, les Révélations                                                      | 1906             | Hippolyte Dreyfus (Ü)                      |              |  |
| 83    | Salomon                                      | Les Trois Livres, Bd. 1: L'Ecclésiaste | 1906/07          | Jules Besse (Ü)                            |              |  |
| 84    | Salomon                                      | Les Trois Livres, Bd. 2: Les Proverbes | 1907             | Jules Besse (Ü)                            |              |  |
| 85    | Salomon                                      | Les Trois Livres, Bd. 3: Le Cantique des cantiques | 1907             | Jules Besse (Ü)                            |              |  |
| 86    | Joseph Dautremer                             | Poésies et Anecdotes japonaises de l'époque des Taira et des Minamoto. Suivies de l'histoire de ces deux familles (782–1185 après J.-C.)               | 1909             |                                            |              |  |
| 87    | Bhāsa                                        | Vâsavadattâ . Drame en six actes | 1914             | Albert Baston (H)                          |              |  |
| 88    | -                                            | Le livre de Job | 1914             | Edmée Delebecque (Ü)                       |              |  |
| 89    | Ahmad ibn Khalid al-Nasiri al-Salàwi         | Récits sur la vie de Mohammed Ressoul Allah (l'envoyé de Dieu)                                                                                         | 1916             | Victor Cauro (Ü)                           |              |  |
| 90    | Ḥosain Azād                                  | Guêpes et papillons : choix d'épigrammes et de madrigaux tirés des auteurs persans                                                                     | 1916             |                                            |              |  |